# HIST3H3
HIST3H3‏ (Histone cluster 3 H3) هوَ بروتين يُشَفر بواسطة جين HIST3H3 في الإنسان.